# سوژه و ابژه (فلسفه)
تمایز بین ابژه و سوژه (انگلیسی: Subject and object) یکی از ایده‌های اساسی فلسفه است.
- سوژه یا سوژه موجودی است که اختیار را اعمال می‌کند، تجربه‌های آگاهانه را تجربه می‌کند، و در ارتباط با چیزهای دیگری که خارج از خودش وجود دارند، قرار می‌گیرد؛ بنابراین، موضوع هر فرد، شخص یا ناظری است.[۱]
- ابژه هر یک از چیزهایی است که توسط یک سوژه مشاهده یا تجربه شده است، و حتی ممکن است موجودات دیگری را نیز دربرگیرد.

یک تمایز ساده برای ابژه و سوژه این است: مشاهده‌گر در مقابل چیزی که مشاهده می‌شود. در موارد خاصی که مربوط به تشخص است، ابژه و سوژه را می‌توان قابل تعویض در نظر گرفت، که هر برچسب فقط از یک منظر، یا آن دیدگاه اعمال می‌شود. سوژه‌ها و ابژه‌ها با تمایز فلسفی بین ذهنیت و عینیت مرتبط هستند: وجود دانش، ایده‌ها یا اطلاعات، وابسته به یک سوژه (ذهنیت) یا مستقل از هر ابژه (عینیت).

## رنه دکارت
جدایی رسمی بین سوژه و ابژه در جهان غرب با دوگانه‌گرایی ذهن و بدن، در فلسفه مدرن اولیه رنه دکارت، بین ماده ذهنی و بسط (مسئله ذهن و جسم) مطابقت دارد. دکارت معتقد بود که فکر (سوبژکتیویته) جوهر ذهن است و بسط (اشغال مکان) جوهر ماده است. برای فیلسوفان مدرن مانند دکارت، خودآگاهی حالتی از شناخت است که توسط سوژه تجربه می‌شود؛ که وجود آن هرگز قابل تردید نیست زیرا توانایی آن در شک (و تفکر) وجود آن را ثابت می‌کند (می‌اندیشم پس هستم). از سوی دیگر، او استدلال می‌کند که ابژه یا شیئی که سوژه درک می‌کند، ممکن است مستقل از آن موضوع مشاهده‌کننده، وجود یا ارزش واقعی یا کامل نداشته باشد.

## ایده آلیسم آلمانی
سوژه به عنوان یک واژه کلیدی در تفکر دربارهٔ آگاهی انسانی، در پاسخ به شک‌گرایی افراطی دیوید هیوم، کار خود را با ایدئالیست‌های آلمانی آغاز کرد. نقطه شروع ایدئالیست‌ها نتیجه‌گیری هیوم است که هیچ چیز برای خود فراتر از یک بسته بزرگ و زودگذر از ادراکات وجود ندارد. گام بعدی این بود که بپرسیم چگونه این بسته تمایزنیافته به‌عنوان یک وحدت و یک سوژه واحد تجربه می‌شود. هیوم پیشنهاد زیر را ارائه کرده بود:
«... تخیل باید طبق عرف دیرینه همان روش تفکر را به‌دست‌آورد و در درک اشیاء خود در امتداد بخش‌های مکان و زمان حرکت کند.»
کانت، هگل و جانشینان آن‌ها در پی آن بودند که فرآیندی را که در آن سوژه از جریان انطباعات حسی شکل می‌گیرد، شکل دهند. برای مثال، هگل در پیش‌گفتار خود بر پدیدارشناسی روح اظهار داشت که یک سوژه توسط «فرایند میانجی‌گری بازتابی خود با خودش» تشکیل می‌شود.

هگل تعریف خود از سوژه را با دیدگاهی برگرفته از فیزیک ارسطویی آغاز می‌کند: «بی‌حرکت که خودمتحرک نیز هست» (پیش‌گفتار، بند ۲۲). یعنی چیزی که توسط یک نیروی بیرونی حرکت نمی‌کند، اما خود را به حرکت درمی‌آورد، یک حالت اولیه (براهین فطری) برای ذهنیت دارد. اما قدم بعدی هگل این است که این قدرت حرکت، این ناآرامی که سوژه است را منفی بودن محض تشخیص دهد. از نظر هگل، خودحرکتی ذهنی از هیچ هسته ناب یا ساده‌ای از فردیت اصیل سرچشمه نمی‌گیرد.
«... انشعاب ساده؛ این دو برابر شدن است که مخالفت را ایجاد می‌کند، و سپس دوباره نفی این تنوع بی‌تفاوت و ضد تز آن» (پیش‌گفتار، بند ۱۸).
شیوه عمل سوژه هگلی با تزریق نفی به جریان ادراکات حسی، برش، شکافتن و معرفی تمایزات است؛ بنابراین ذهنیت نوعی اثر ساختاری است؛ آنچه اتفاق می‌افتد وقتی طبیعت در حول یک میدان منفی و «وحدت سوژه» از نظر هگل پراکنده می‌شود، در واقع یک اثر مرتبه دوم است؛ «نفی نفی». سوژه تنها با نفی عمدی همان تنوعی که خود ایجاد کرده بود، خود را به‌عنوان یک وحدت تجربه می‌کند؛ بنابراین، سوژه هگلی را می‌توان یا «هم‌سانی خودبازگرداننده» یا «تعمل در دیگری بودن در درون خود» توصیف کرد (پیش‌گفتار، بند ۱۸).

## پراگماتیسم آمریکایی
چارلز سندرز پیرس از مکتب پراگماتیسم فلسفی آمریکایی متأخر، مفهوم گسترده یک ابژه را به‌عنوان هر چیزی که می‌توانیم دربارهٔ آن فکر یا صحبت کنیم تعریف می‌کند. در یک مفهوم کلی هر موجودی است: اهرام، خدایان، سقراط، نزدیک‌ترین منظومه ستاره‌ای (آلفا قنطورس)، عدد هفت، ناباوری به جبر، یا ترس از گربه‌ها.

## فلسفه مدرن متأخر و معاصر
در فلسفه قاره‌ای، سوژه یک اصطلاح اصلی در بحث‌های مربوط به ماهیت خود است. در فلسفه تحلیلی سنت انگلیسی-آمریکایی، سوژه در بحث‌های مربوط به ماهیت کیفیات ذهنی نیز محوریت دارد.

### فلسفه قاره‌ای
تفکر کارل مارکس و زیگموند فروید نقطه عزیمتی برای زیر سؤال بردن مفهوم سوژه واحد و خودمختار است که برای بسیاری از متفکران فلسفه قاره‌ای پایه و اساس نظریه لیبرال قرارداد اجتماعی تلقی می‌شود. این متفکران راه را برای ساختارشکنی سوژه به‌عنوان مفهوم اصلی متافیزیک باز کردند.
یکی از رادیکال‌ترین بازاندیشان خودآگاهی انسان، مارتین هایدگر بود که با مفهوم دازاین، مفاهیم سنتی سوژه شخصی را به‌کلی جابه‌جا می‌کند. با هایدگر، پدیدارشناسی می‌کوشد از دوگانگی کلاسیک بین سوژه و ابژه فراتر رود، زیرا آن‌ها با یک رابطه جدایی‌ناپذیر و اصیل به هم مرتبط هستند، به این معنا که نه جهانی بدون سوژه وجود دارد و نه سوژه‌ای بدون جهان.
ژاک لاکان، با الهام از هایدگر و فردینان دو سوسور، بر اساس مدل روان‌کاوانه فروید از سوژه، که در آن سوژه تقسیم‌شده توسط یک پیوند مضاعف تشکیل می‌شود گفته: زمانی که آن‌ها واقعیت را ترک می‌کنند از ژوئی‌سانس بیگانه می‌شوند، وارد امر خیالی می‌شوند (در مرحله آینه)، و هنگامی که به قلمرو زبان، تفاوت و تقاضا در نماد یا نام پدر وارد می‌شوند از دیگری جدا می‌شود.
متفکرانی مانند لوئیس آلتوسر و میشل فوکو سوژه را یک برساخت‌گرایی اجتماعی، به اصطلاح «سوژه پساساختارگرا» تئوریزه می‌کنند. به گفته آلتوسر، «سوژه» یک ساخت ایدئولوژیک است (دقیقاً توسط «دستگاه‌های ایدئولوژیک دولت» ساخته شده است). سوبژکتیویته فرد «همیشه از قبل» وجود دارد و از طریق فرایند استیضاح کشف می‌شود. ایدئولوژی فرد را تبدیل به سوژه می‌کند و هر ایدئولوژی برای حفظ و تجلیل موضوع ایده‌آل‌شده خود و همچنین مقوله متافیزیکی، خود سوژه است (رجوع کنید به ضدانسان‌گرایی).
از نظر فوکو، این «اثر» قدرت و «انضباط» (نهادهای انتظامی) است (رجوع کنید به نظم و تنبیه: ساخت سوژه (سوژه‌سازی فرانسوی: assujettissement‎) به‌عنوان دانش‌آموز، سرباز، جنایتکار و غیره). فوکو معتقد بود که می‌توان خود را متحول کرد. او از کلمه اتوس برای توصیف فرایند استفاده کرد. سوژه‌سازی مفهومی محوری در آثار ژیل دلوز و فلیکس گاتاری نیز بود.

## فلسفه تحلیلی
برتراند راسل اصطلاحات کلاسیک را با اصطلاح حقیقت به‌روز کرد. «هر چیزی که در جهان وجود دارد من یک واقعیت می‌نامم.» راسل اصطلاح «واقعیت» را به دو معنای متمایز به‌کار می‌برد. در سال ۱۹۱۸، نظر او این است که حقایق از اشیاء متمایز هستند. «می‌خواهم متوجه شوید که وقتی از یک واقعیت صحبت می‌کنم، منظورم چیز خاصی نیست، مانند سقراط یا باران یا خورشید. خود سقراط هیچ گزاره‌ای را درست یا نادرست بیان نمی‌کند. ممکن است بخواهید تصور کنید که او به‌تنهایی این جمله را که «سقراط وجود داشت» حقیقت خواهد بخشید، اما در واقع این یک اشتباه است». اما در سال ۱۹۱۹، او حقایق را با اشیاء یا ابژه شناسایی کرد. «منظورم از واقعیت هر چیز پیچیده‌ای است. اگر جهان هیچ چیز ساده‌ای ندارد، پس هر آنچه در آن وجود دارد یک واقعیت است؛ اگر حاوی چیزهای ساده باشد، پس حقایق هر چیزی است که در آن وجود دارد به جز موارد ساده… این که سقراط یونانی بود، با زانتیپه ازدواج کرد. این‌که او بر اثر نوشیدن شوکران مرده است، حقایقی است که همه، چیز مشترکی دارند، یعنی «درباره» سقراط هستند، که بر این اساس گفته می‌شود که یکی از اجزای هر یک از آن‌هاست.
حقایق، یا اشیاء، در مقابل باورهایی هستند که «ذهنی» هستند و ممکن است از سوی سوژه خطا باشند، و دانایی که منبع آن‌هاست و به خود یقین دارد. هر شبهه بر احتمال خطا دلالت دارد و بنابراین تمایز بین ذهنیت و عینیت را می‌پذیرد. دانا در توانایی تشخیص واقعیت از باور، نادرست از اشیاء واقعی محدود است و در آزمایش واقعیت شرکت می‌کند، فعالیتی که منجر به اطمینان کم‌وبیش در مورد واقعیت ابژه می‌شود. به گفته راسل، «ما به توصیفی از این واقعیت نیاز داریم که یک باور معین را واقعی کند» در جایی که «حقیقت ویژگی باورها است». دانش «باورهای واقعی» است.
در فلسفه تحلیلی معاصر، سوژه - و به‌طور مشخص‌تر «دیدگاه» سوژه، یا «سوبژکتیویته» - به‌عنوان یکی از مسائل مهم حل‌نشدنی در فلسفه ذهن مورد توجه قرار گرفته است. تامس نیگل در مقاله «خفاش بودن چگونه است؟» استدلال کرد که توضیح کیفیات ذهنی - «چیزی بودن چگونه است» - در حال حاضر فراتر از دسترس تحقیق علمی است، زیرا درک علمی بنا به تعریف مستلزم آن است. دیدگاهی عینی، که به گفته نیگل، کاملاً مخالف دیدگاه اول‌شخص ذهنی است. علاوه بر این، نمی‌توان تعریفی از عینیت داشت بدون این‌که در وهله اول به سوبژکتیویته مرتبط باشد، زیرا آن‌ها متقابل و در هم تنیده هستند.
نیگل در کتاب نمایی از ناکجاآباد می‌پرسد: «چه نوع واقعیتی است که من توماس نیگل هستم؟». سوژه‌ها دیدگاهی دارند اما هر موضوعی یک دیدگاه منحصربه‌فرد دارد و به‌نظر می‌رسد این یک واقعیت در دیدگاه نیگل از هیچ جا باشد (یعنی دید پرنده از توصیف عینی در جهان). دیدگاه هندی برهمن نشان می‌دهد که موضوع نهایی و اساسی خود هستی است که از طریق آن هر یک از ما به‌عنوان جنبه‌ای از همه چیز منجمد و بی‌زمان «به بیرون نگاه می‍کنیم» که به‌واسطه دستگاه‌های حسی و حافظه جدا از هم تجربه ذهنی داریم. این ویژگی‌های اضافی تجربه ذهنی اغلب به‌عنوان کیفیات ذهنی شناخته می‌شوند.

## بودیسم ماهایانا
فیلسوف هندی ناگارجونه در مولامادهیاماکاکاریکا (Mūlamadhyamakakārika) از دوگانگی بین اشیاء به‌عنوان مجموعه‌ای از ویژگی‌ها یا جدای از آن ویژگی‌ها استفاده می‌کند تا نشان دهد که هر دو ادعا تحت تحلیل از هم می‌پاشند. با کشف این پارادوکس راه‌حلی ارائه می‌دهد (پدیدآیی وابسته) که در ریشه عمل بودایی نهفته است. اگرچه پراتیتیاساموتپادا معمولاً محدود به اشیاء ناشی می‌شود، ناگارجونه استدلال خود را با تمایز دو ایده - نام‌گذاری وابسته و پدیدآیی وابسته - به اشیاء به‌طور کلی گسترش می‌دهد. او پیشنهاد می‌کند که همه اشیاء وابسته به تعیین هستند، و بنابراین هر بحثی در مورد ماهیت اشیاء فقط در پرتو زمینه قابل طرح است. اعتبار اشیاء را فقط می‌توان در چارچوب قراردادهایی که آن‌ها را تأیید می‌کنند، ایجاد کرد.

## فیزیک
محدود کردن مباحث مربوط به ابژه بودن به قلمرو اشیاء فیزیکی ممکن است آن‌ها را ساده کند. با این حال، تعریف اشیاء فیزیکی بر حسب ذرات بنیادی (مثلاً کوارک‌ها) این سؤال را بازمی‌گذارد که ماهیت یک ذره بنیادی چیست و بنابراین می‌پرسد که از چه دسته‌هایی از موجودات در مقوله وجود را می‌توان برای توضیح اشیاء فیزیکی استفاده کرد.

## مفاهیم
نمادها اشیاء را نشان می‌دهند. این که چگونه این کار را انجام می‌دهند، در رابطه نقشه و قلمرو، مشکل اساسی معناشناسی است.